# Kuzma Petrov-Vodkin
Kuzma Sergejevitj Petrov-Vodkin, (ryska: Кузьма́  Серге́евич Петро́в-Во́дкин), född 5 november 1878 i Chvalynsk, Saratov oblast, Kejsardömet Ryssland, död 15 februari 1939 i Leningrad, Sovjetunionen, var en rysk målare och författare.

## Biografi
Kuzma Petrov-Vodkins far var skomakare. Han sökte sig till en järnvägsskola i Samara, men blev inte antagen och började i stället studera konst 1893 hos Fedor Burov (1845–95).
Efter att Fedor Burov dött i april 1895 fick Petrov-Vodkin möjlighet att studera på Baron A.L. Stieglitz konstskola i Sankt Petersburg 1895-97 med finansiellt stöd av lokala affärsmän. Han utbildade sig därefter på Moskvas måleri-, skulptur- och arkitekturskola hos Valentin Serov, Isaak Levitan och speciellt Konstantin Korovin. År 1901 reste han till München för studier hos Anton Ažbe. Redan i unga år utvecklade han sitt sfäriska perspektiv.
Efter att ha drabbats av turberkulos 1927, ägnade sig Petrov-Vodkin i några år åt författarskap och skrev tre delvis självbiografiska verk: Khvalynsk, Eujklides område och Samarkandia.  
Han var livskamrat med  Maria Jovanovic (1885–1960), en dotter till serbiska hotellägare, som han mötte i Paris 1906. Familjen bodde i Frankrike 1924-26. 1939 avled Petrov-Vodkin i tuberkulos. 

## Bildgalleri

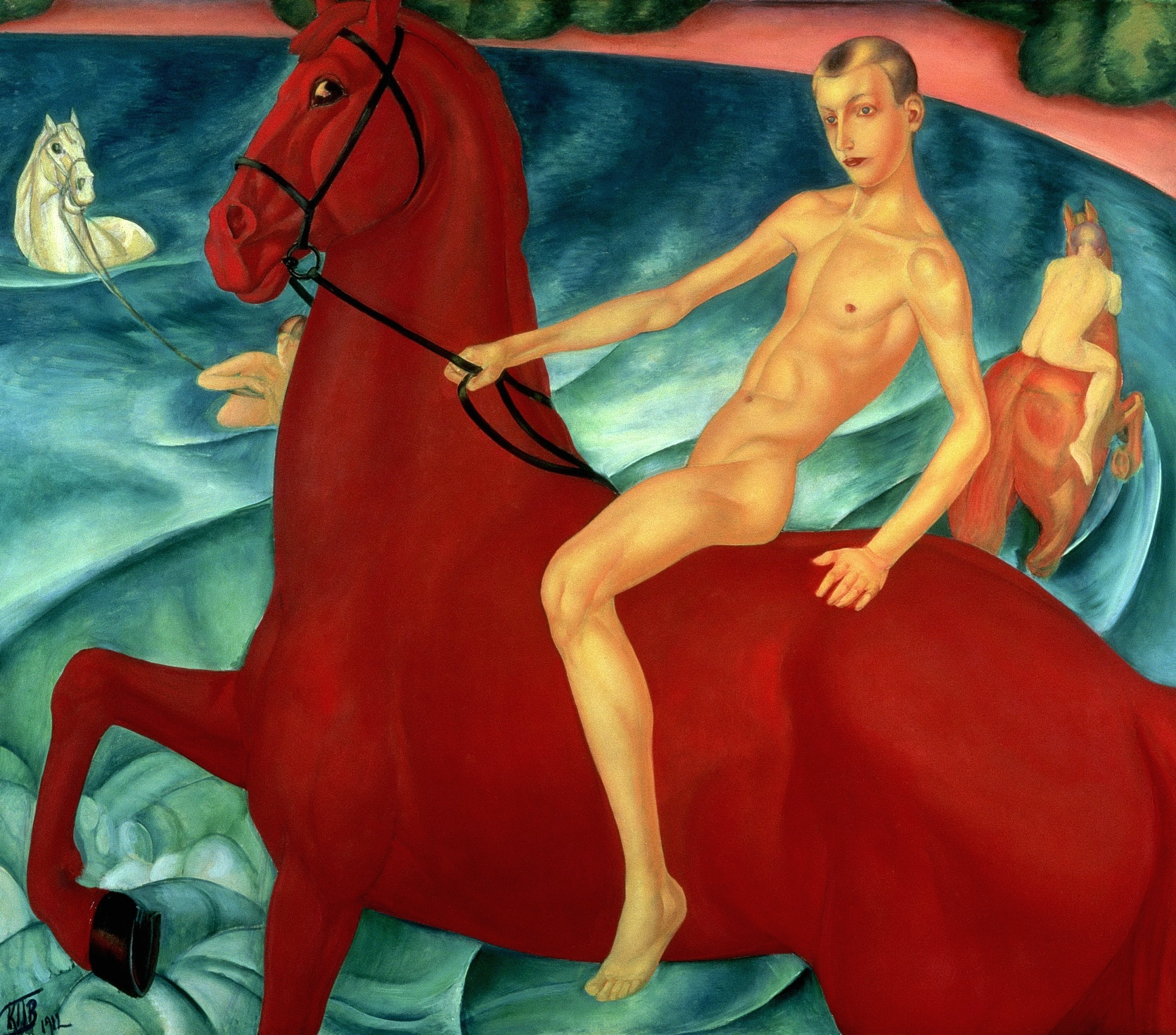
Badningen av en röd häst
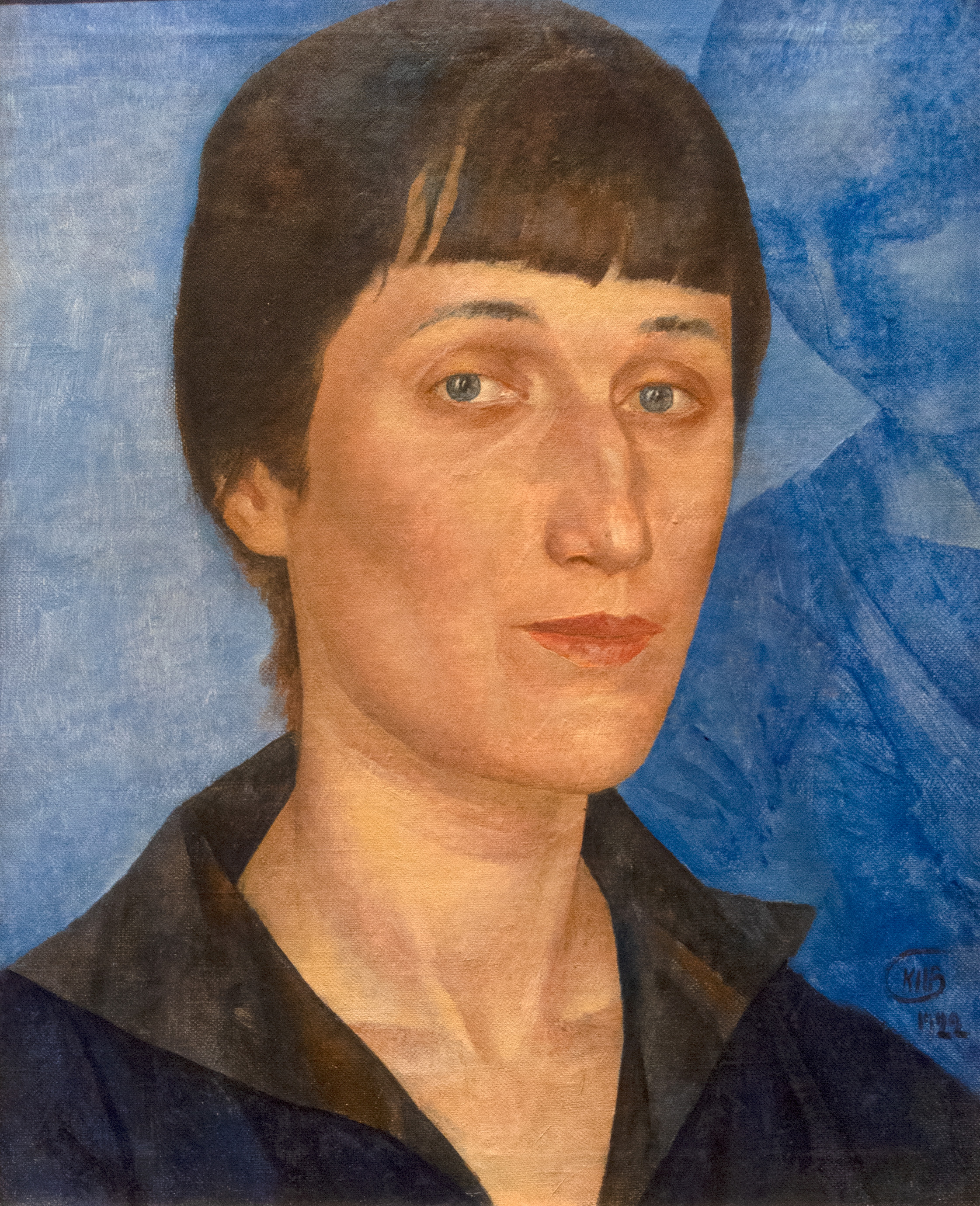
Porträtt av Anna Akhmatova, 1922
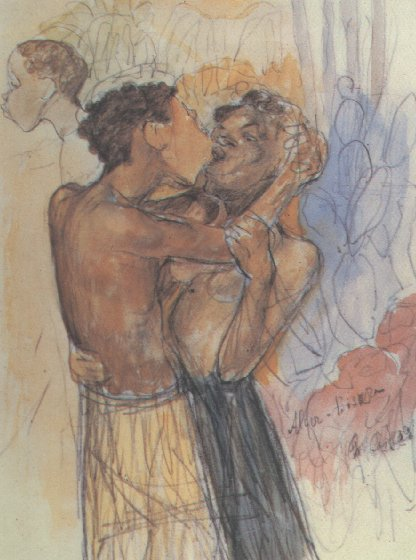
Kyss
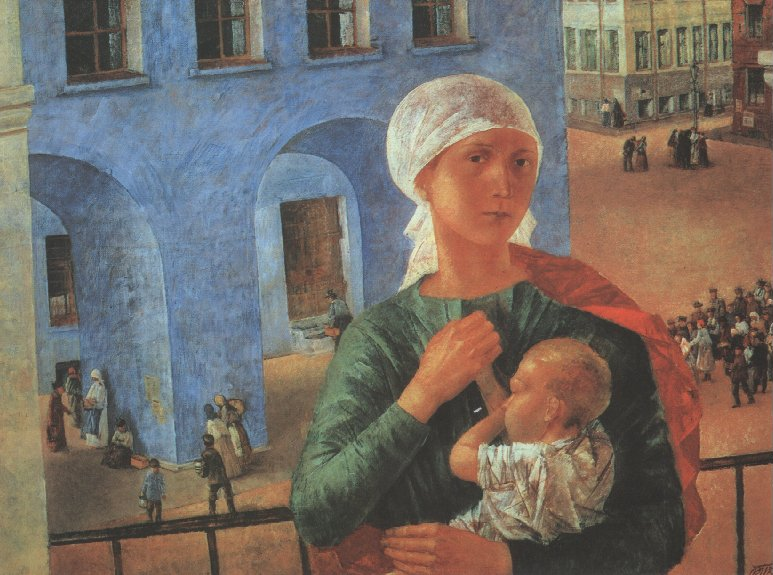
Petrograd-madonna
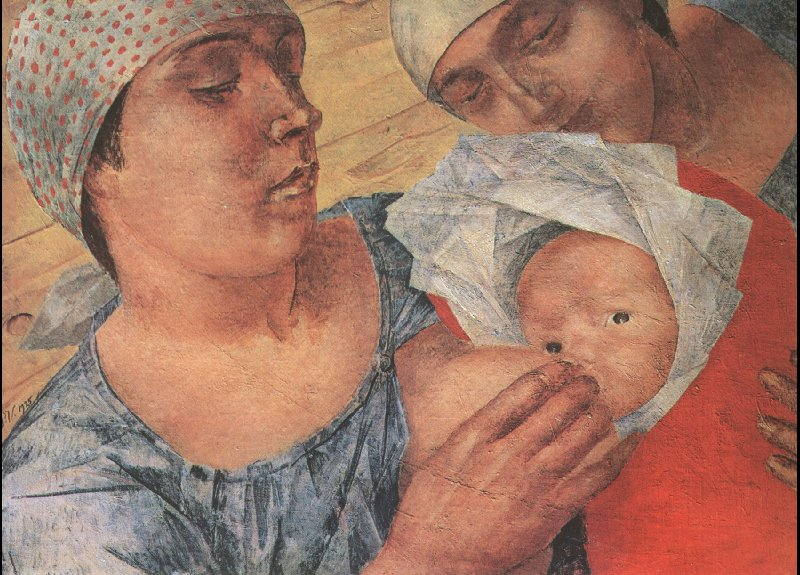
Moderskap
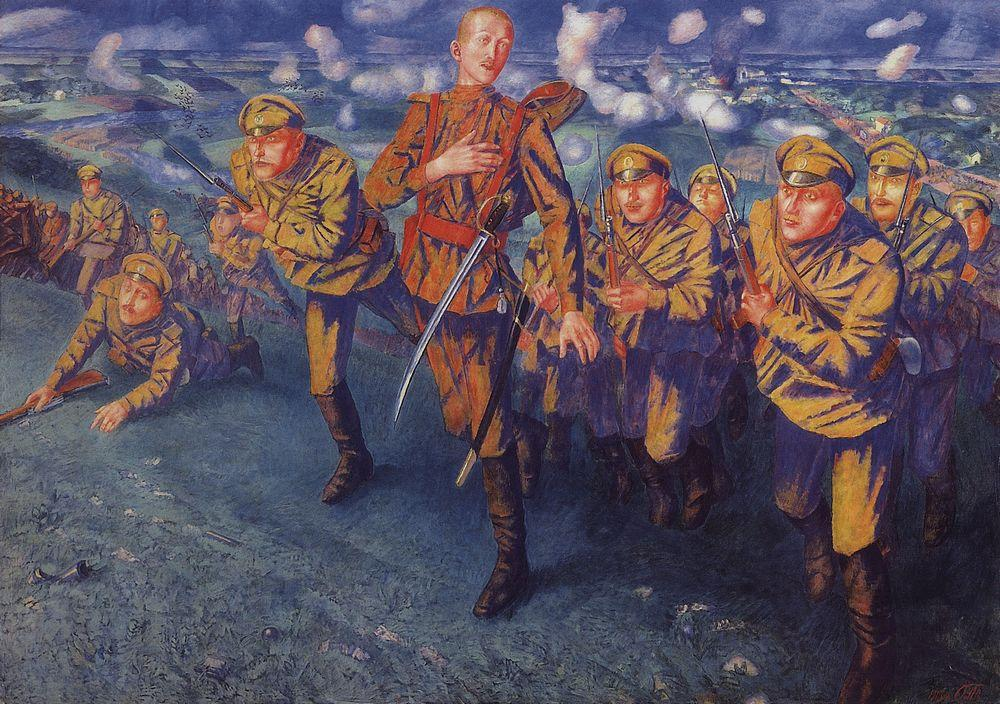
På eldslinjen
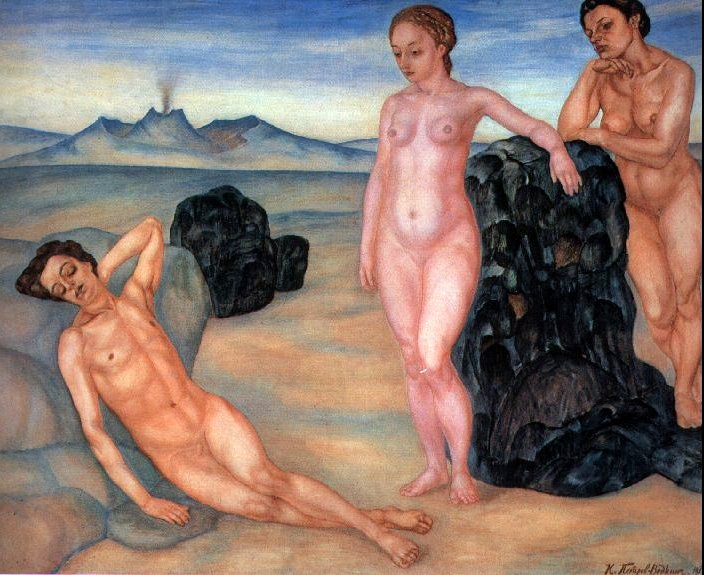
Dröm
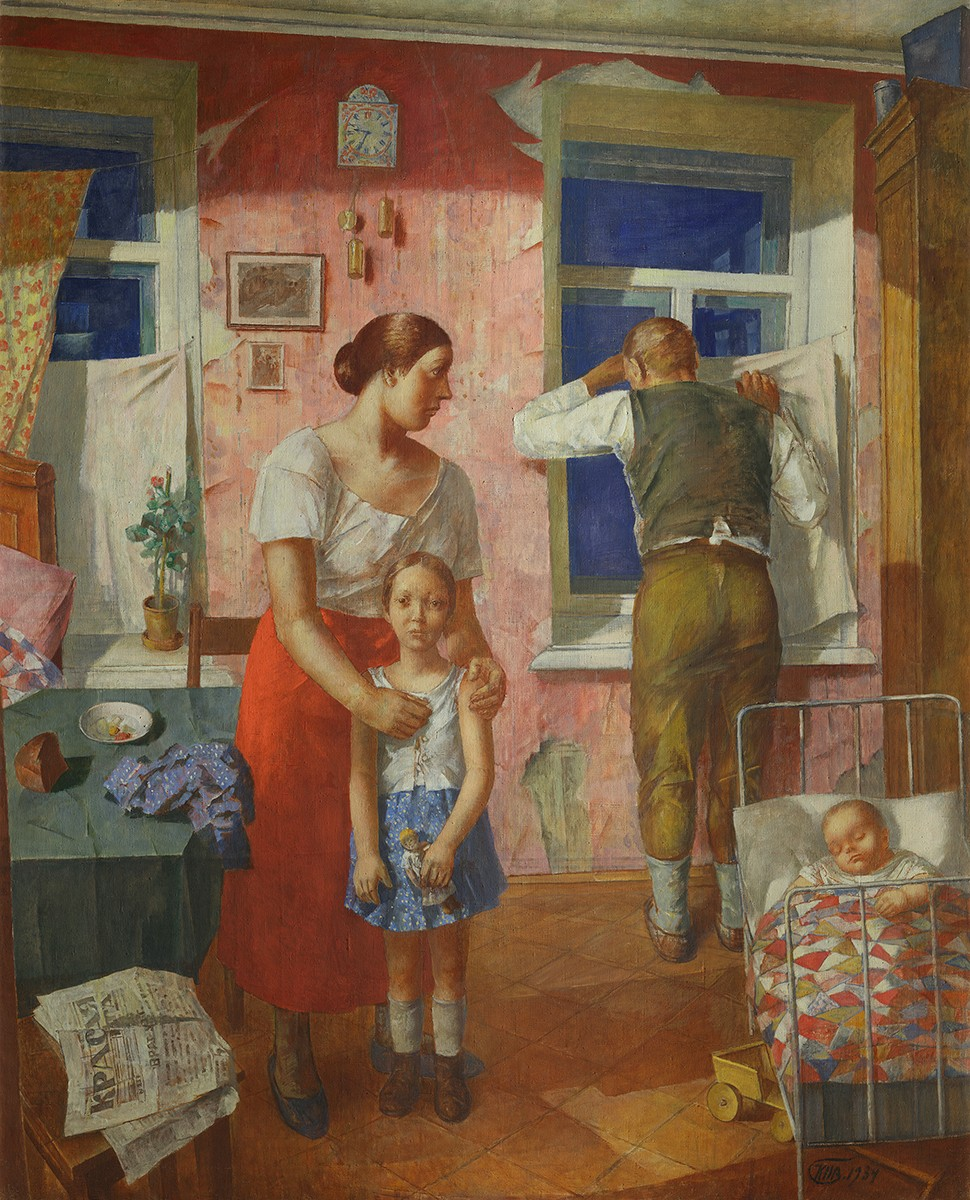
Alarm.
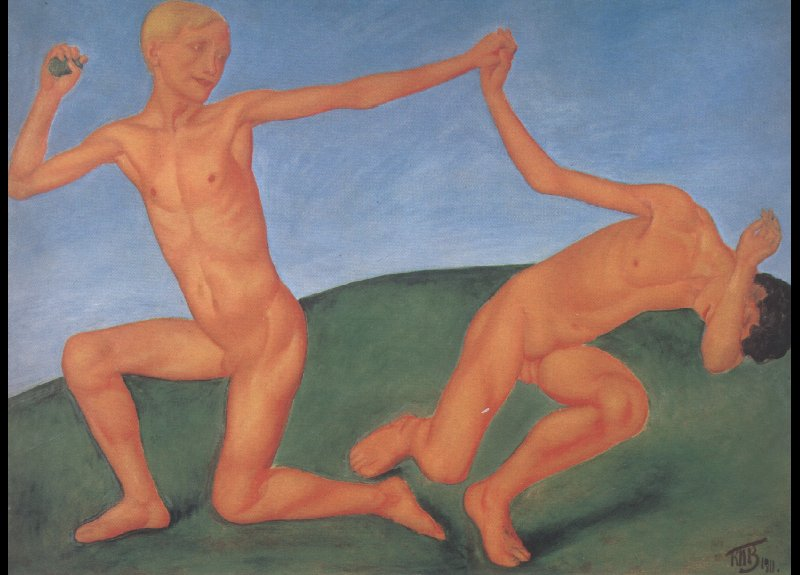
Lekande pajkar
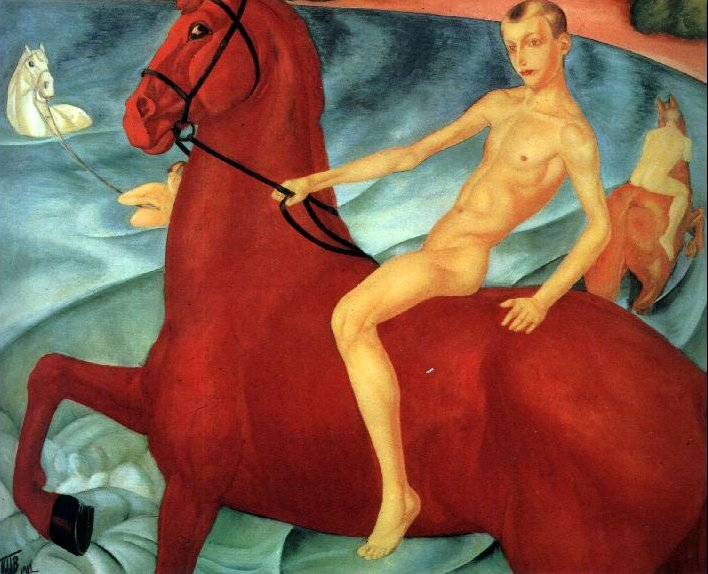
En röd häst badas
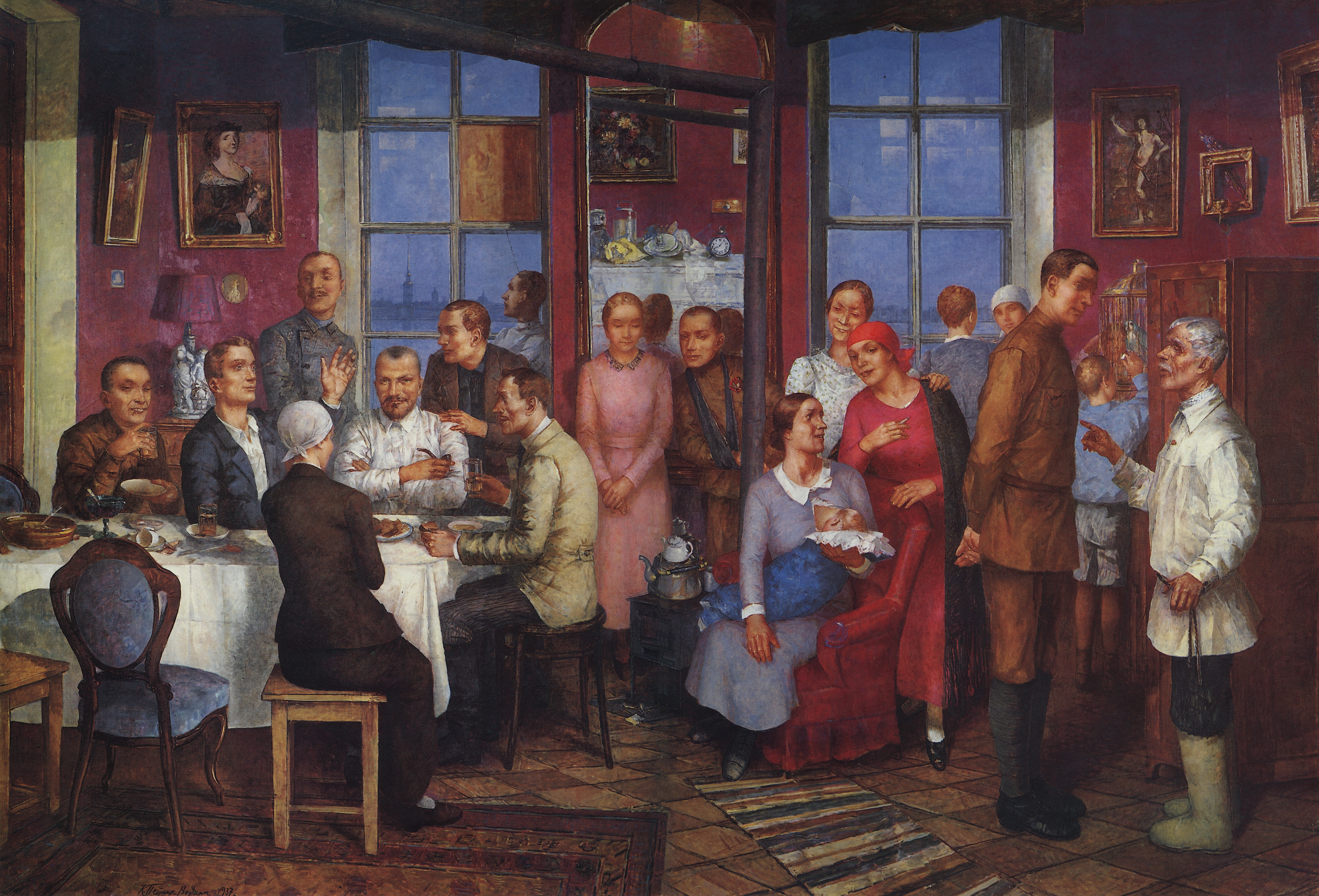
Inflyttningsfest
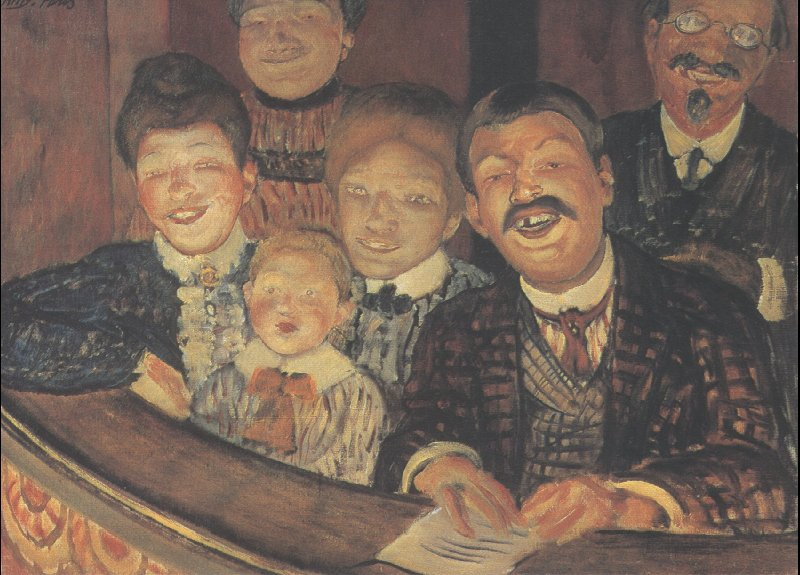
Teater. Fars
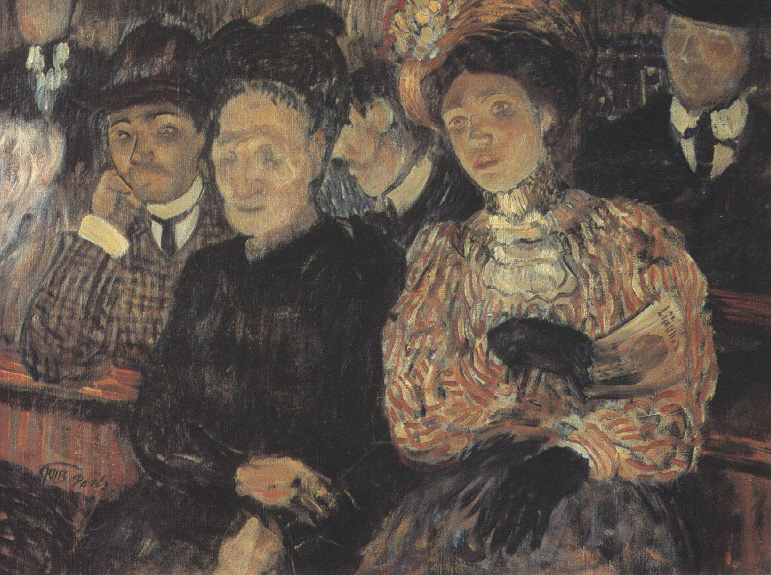
Teater. Tragedi
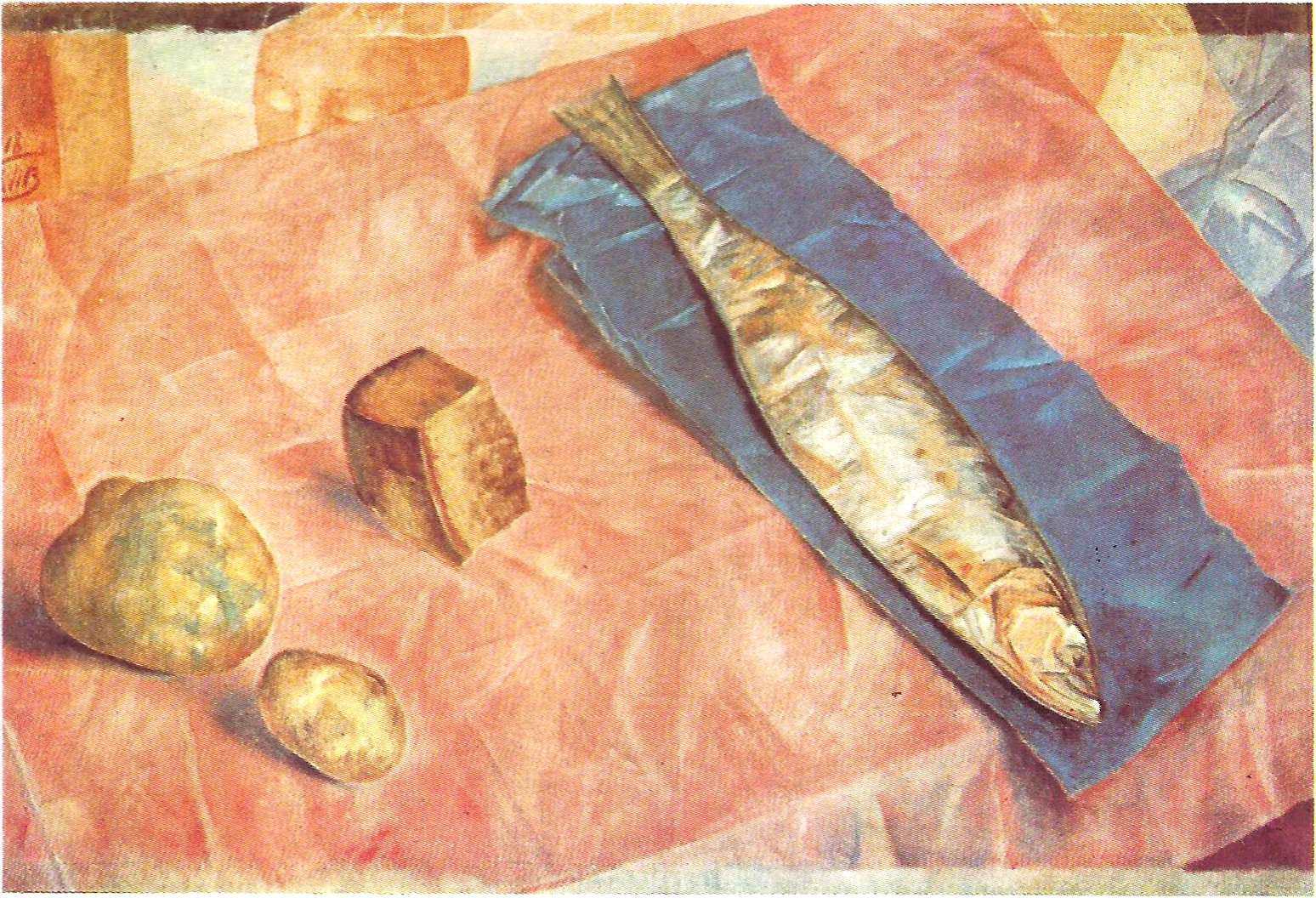
Stilleben med strömming
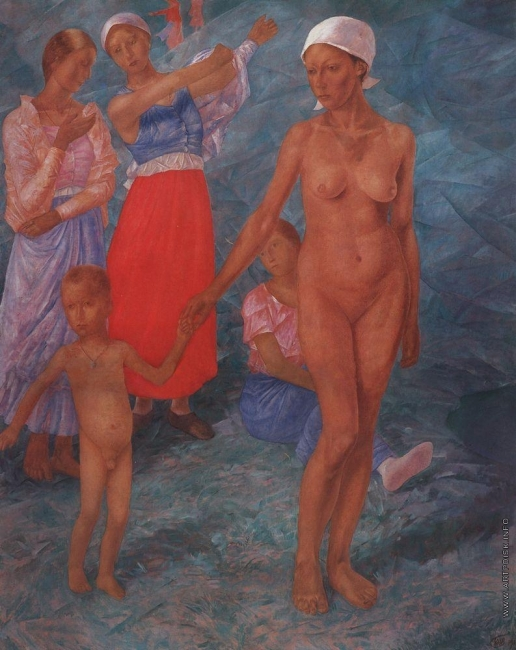
Badarens morgon
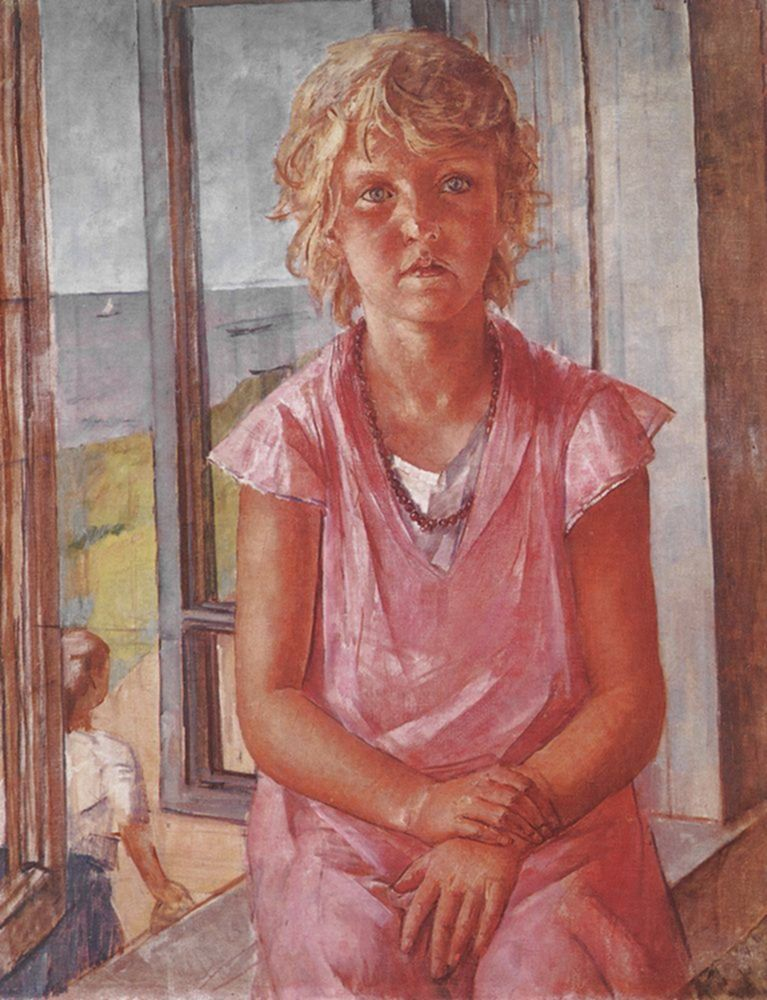
Fiskaredottern
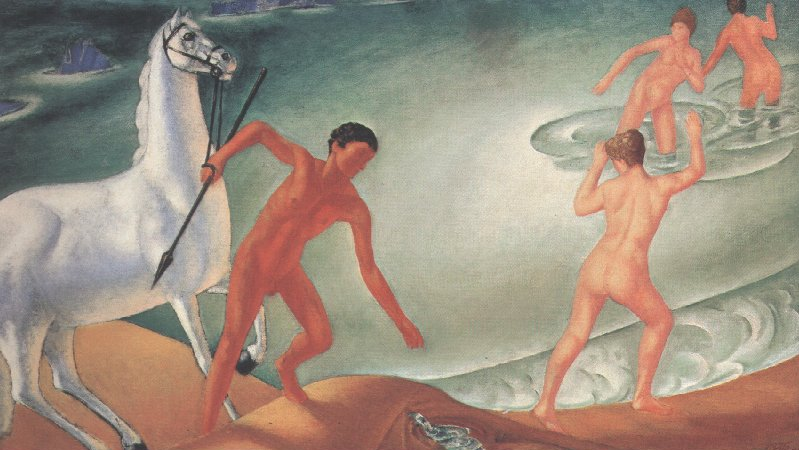
Törstig krigare
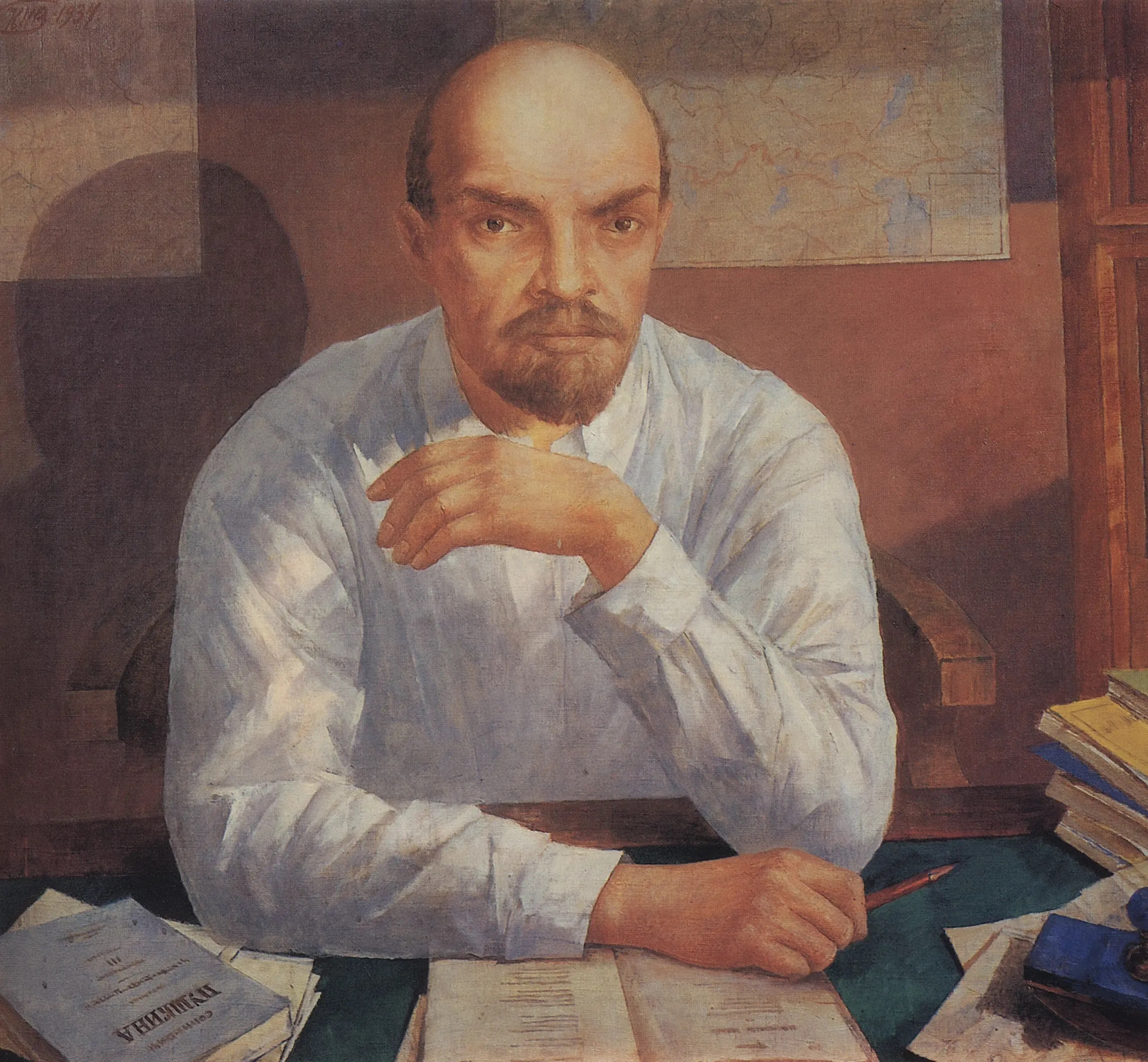
Lenin